# Albert Fish
Hamilton Howard "Albert" Fish (19 de maio de 1870 — 16 de janeiro de 1936) foi um assassino em série, estuprador, molestador pedófilo e canibal americano que foi responsável por pelo menos três assassinatos de crianças entre julho de 1924 e junho de 1928. Ele também era conhecido como "Gray Man" (o "Homem Cinzento"), o "Lobisomem de Wysteria", o "Vampiro do Brooklyn", o "Maníaco da Lua" e "O bicho papão".
Fish foi suspeito de pelo menos cinco assassinatos durante sua vida. Ele confessou três assassinatos que a polícia conseguiu rastrear até um homicídio conhecido e confessou ter esfaqueado pelo menos duas outras pessoas. Fish uma vez se gabou de que "tinha filhos em todos os estados" e ao mesmo tempo afirmou que seu número de vítimas era de cerca de 100 indivíduos. No entanto, não se sabe se ele estava se referindo a estupros ou canibalização, nem se a afirmação era verdadeira.
Fish foi preso em 13 de dezembro de 1934 e levado a julgamento pelo sequestro e assassinato de Grace Budd. Ele foi condenado e executado por cadeira elétrica em 16 de janeiro de 1936, aos 65 anos.

## Biografia
Albert Fish nasceu em Washington em 1870. O seu pai tinha quarenta e três anos a mais que sua mãe e vários membros da sua família tinham doenças mentais, sendo que possuía um tio que sofria de fixações religiosas.
Quando Fish tinha 5 anos, seu pai sofreu um ataque cardíaco e a mãe deixou-o num orfanato. No orfanato ele era frequentemente agredido. Fish descobriu que gostava da dor física e começou a ter erecções quando era agredido, o que o influenciou a gostar do sadomasoquismo. Aos 7 anos sua mãe o tirou de lá porque havia conseguido um emprego.
Aos 9 ele caiu de uma cerejeira e machucou-se seriamente na cabeça, o que mais tarde causara dores de cabeça e pequenos problemas mentais (comum entre os assassinos em série na infância).
Em 1882, aos 12 anos, Fish começou uma relação homossexual com um rapaz que trabalhava no telégrafo, que o incentivou a beber urina e a praticar coprofagia. Fish começou a visitar casas-de-banho públicas onde observava rapazes a despirem-se e aí passava grande parte dos seus fins-de-semana.
Em 1898 a sua mãe arranjou-lhe casamento com uma mulher 14 anos mais nova. Eles tiveram seis filhos: Albert, Anna, Gertrude, Eugene, John e Henry Fish.
Um ano depois, aos 29 anos mudaram-se para Nova York, onde começou a ter relações sado-masoquistas homossexuais. Em Nova York ele começou a estuprar crianças e participar de "atividades bizarras". Fish começou a trabalhar como pintor e continuava a molestar meninos, a maioria com menos de seis anos.
Um dia, um dos seus amantes masculinos levou-o a um museu de cera, onde Fish ficou fascinado com a bissetriz de um pénis. Pouco depois desenvolveu um interesse móbido por castração. Durante uma relação com um homem mentalmente retardado, Fish tentou castrá-lo, mas o homem assustou-se e fugiu.
Fish começou a intensificar as suas idas a bordéis, onde podia ser chicoteado e agredido. Em 1903 foi preso por desfalque e cumpriu a sua pena em Sing Sing Correctional Facility, onde tinha relações sexuais com outros presos.
Em Janeiro de 1917 a sua mulher deixou-o por John Straube. Depois disto, Fish começou a ouvir vozes. Uma vez enrolou-se numa carpete, explicando que estava a seguir instruções do apóstolo João.

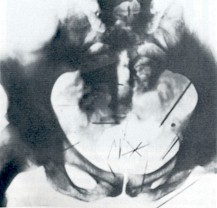
Raio-X da pelve e períneo de Fish, apresentado como prova em seu julgamento, demonstrando mais de duas dúzias de agulhas auto-embutidas.

Por volta desta altura Fish tinha uma grande necessidade de masoquismo: pegava em bolas de algodão, embebia-as em álcool e pegava-lhes fogo no seu ânus, começou a espancar-se a si mesmo com um remo e espetava agulhas no seu corpo, entre o seu recto e o seu escroto. Normalmente ele retirava-as, mas começou a inseri-las tão profundamente que já não as conseguiu tirar. Raios X feitos posteriormente revelaram 27 agulhas na sua região pélvica.
Aos 55 anos começou a sofrer alucinações e ilusões. Fish acreditava que Deus lhe ordenava para torturar e castrar rapazes pequenos. Os médicos afirmaram que Fish sofria de uma psicose religiosa.
Em 1910 começou uma onda de homicídios. Atacou Thomas Bedden, em Wilmington, Delaware. Depois apunhalou um menino mentalmente retardado em 1919 Georgetown, Washington, D.C.. As suas vítimas preferidas eram meninos com doenças mentais ou negros, que ele achava que não seriam procurados.
Por volta de 1920 Fish viajou por 23 estados americanos pintando casas, ele via nesse trabalho como a perfeita oportunidade para cometer suas atrocidades às criancinhas.
Fish lia frequentemente a bíblia e dizia que a voz de Deus o mandava matar.
Em Julho de 1924, Fish encontrou Beatrice Kiel, de 8 anos, a brincar sozinha na fazenda de seus pais. Fish ofereceu-lhe dinheiro para o ajudar a procurar ruibarbo nos campos vizinhos. Beatrice esteve quase a ir com Fish, mas a sua mãe afugentou-o. Fish voltou à fazenda e tentou dormir no celeiro, mas o pai de Beatrice encontrou-o e Fish foi-se embora.

### Grace Budd
No dia 25 de Maio de 1928 Edward Budd põe um anúncio na edição de domingo do the New York World: "homem jovem, 18, deseja a posição no campo. Edward Budd, 406 West 15th Street." 
Três dias depois, Fish, com 58 anos, visitou a família Budd em Manhattan, sob o pretexto de contratar Edward. Ele apresentou-se como Frank Howard, um agricultor de Farmingdale, Nova York.
Foi então que conheceu Grace, irmã de Budd, então com 10 anos. Fish prometeu emprego a Edward e disse que o iria mandar buscar em alguns dias. 
Na sua segunda visita ele aceitou contratar Budd, e convenceu os pais, Delia Flanagan e Albert Budd I, a deixar a Grace acompanhá-lo a uma festa de aniversário naquela tarde, na casa de sua irmã. Grace saiu com Fish e nunca mais voltou.
A 5 de Setembro de 1930, a polícia prendeu Charles Edward Pope por suspeito pelo rapto. Pope foi acusado pela sua mulher e esteve preso durante 108 dias, entre a sua prisão e o seu julgamento, a 22 de Dezembro de 1930.

### A carta
Sete anos depois, em Novembro de 1934, uma carta anónima foi enviada aos pais de Grace Budd:
Querida Mrs. Budd
Em 1894 um amigo meu embarcou no Steamer Tacoma, Capt. John Davis. Eles navegaram de S. Francisco para Hong Kong, China . Quando chegaram lá, ele e dois outros desembarcaram e embriagaram-se. Quando eles voltaram o barco tinha ido. Na altura houve fome na China. A carne de qualquer espécie foi de $1-3 por libra. O sofrimento era tão grande entre os pobres que as crianças com menos de 12 anos eram vendidas para comida, para impedir outros morrerem de fome. Meninos e meninas com menos de 14 anos não estavam seguros na rua. Você pode entrar em qualquer loja e pedir bifes. A parte do corpo nu de um menino ou menina era mostrada e eles tiravam apenas que você queria. As partes de trás de um menino ou menina é a parte mais doce do corpo e é vendido como costeleta de carne de vitela pelo preço mais alto. John ficou lá tanto tempo, que adquiriu gosto pela carne humana. No seu regresso a Nova Iork ele roubou dois meninos, de 7 e 11.
Levou-os para casa, despiu-os e atou-os num armário. Depois queimou tudo o que eles tinham. Várias vezes durante o dia e noite ele batia-lhes – torturava-os – para fazer a sua carne mais tenra. Primeiro ele matou o menino de 11 anos, porque ele tinha o rabo mais gordo e naturalmente a maior parte de carne dele. Todas as partes do seu corpo foram cozinhadas e comidas excepto a cabeça – ossos e tripas. Ele foi assado no forno (todo do seu rebo), fervido, grelhado, frito e guisado. O menino mais pequeno foi seguinte, da mesma maneira. Na altura eu vivia em 409 E 100 St, perto deles. Ele dizia-me frequentemente que a carne humana era boa, e eu decidi provar.
Num domingo, dia 3 de Junho de 1928, fui chamado por si a at 406 W 15 St. Levei um pote de queijo com morangos. Lanchámos. A Grace sentou-se no meu colo e beijou-me. Decidi-me a comê-la. Sob o pretexto de a levar a uma festa. Tu disseste que sim, que ela podia ir. Eu levei-a para uma casa vazia em Westchester, que já tinha escolhido. Quando chegámos lá, mandei-a ficar fora. Ela apanhou flores silvestres. Eu fui lá para cima e despi toda a minha roupa. Eu sabia que se não o fizesse ficaria com o seu sangue. Quando ficou tudo pronto, fui à janela e chamei-a. Então escondi-me num armário até que ela chegasse ao quarto. Quando ela me viu nu começou a chorar e tentou descer as escadas. Agarrei-a e ela disse que iria contar à mãe. Primeiro despi-a. Como ela lutava – mordia e arranhava. Abafei-a até à morte, depois cortei-a em pequenas partes. Cozinhei e comi. Como era doce e tenro o seu pequeno rabo. Levou-me nove dias para comer todo o corpo. Não a forniquei. Ela morreu virgem.
A senhora Budd não sabia ler, então o seu filho leu-a por ela. Fish admitiu mais tarde ao seu advogado que tinha mesmo violado Grace. Fish era um mentiroso compulsivo, contudo pode ser falso. Ele disse à polícia, que “nunca entrou na sua cabeça” violar a menina.
A carta foi enviada num envelope com um pequeno emblema em forma de hexágono, com as letras "N.Y.P.C.B.A." (New York Private Chauffeur's Benevolent Association). Um zelador da companhia disse à polícia que ele tinha levado alguns artigos de papelaria para casa, mas tinha deixado-os em sua casa no 200 East 52nd Street, quando se mudou.
A dona da casa disse Fish tinha deixado o quarto uns dias antes e que o filho de Fish lhe tinha enviado dinheiro e Fish pediu-lhe que guardasse o quarto.
O detective William F. King, esperou pelo regresso de Fish. Mais tarde detiveram Fish, que aceitou ir à sede do interrogatório prestar declarações, mas quando passou a porta investiu sobre King, com uma navalha em cada mão. King conseguiu desarmá-lo e levou-o para a esquadra. Fish não negou o homicídio de Grace Budd, dizendo que foi até à casa do Budd para matar Edward e não Grace.

### Descobertas depois da sua prisão
A 11 de Fevereiro de 1927, Billy Gaffney brincava no corredor de fora do seu apartamento com o seu amigo Billy Beaton. Ambos desapareceram, mas o amigo foi encontrado no telhado do apartamento. Quando perguntaram a Beaton o que tinha acontecido a Gaffney, ele respondeu que o papão o tinha levado.
Inicialmente Peter Kudzinowski foi apontado como suspeito da morte do menino. Mas, Joseph Meehan viu a foto de Fish no jornal e identificou-o como o homem que viu a 11 de Fevereiro, tentanto acalmar um rapaz que transportava dentro de um carrinho de compras. O rapaz não queria vestir o casaco e estava a chorar pela mãe. O rapaz foi então arrastado para fora do carrinho. A polícia afirma que a descrição do rapaz corresponde a Billy Gaffney, cujo corpo nunca foi encontrado.
A mãe de Billy visitou Fish na prisão para tentar saber mais detalhes, ao que Fish respondeu “Eu levei-o para Riker Ave. Uma lixeira. Havia uma casa sozinha, não muito longe dali. Eu levei o corpo para aí. Tirei-lhe a roupa, amarrei-lhe os pés e mãos. Queimei-lhe as roupas e atirei os seus sapatos para a lixeira. Voltei e pus o carrinho na 59 St. No dia seguinte levei ferramentas… ”

### Prisões Anteriores
Fish casou a 6 de Fevereiro de 1930, em Waterloo, New York com “Mrs. Estella Wilcox” e divorciou-se uma semana depois. Fish foi detido em Maio de 1930 por “mandar uma carta obscena a uma mulher negra que respondia a anúncios para criada ”. Foi mandado para o hospital psiquiátrico de Bellevue em 1930 e 1931, depois das suas detenções.

## Julgamento
O julgamento do homicídio de Grace Budd começou a 11 de Março de 1935, em Nova York. Este julgamento demorou dez dias. Fish alegou insanidade e declarou ouvir vozes de Deus, que lhe diziam para matar crianças. Vários testes psiquiátricos testemunharam sobre os fetiches sexuais de Fish, bem como urofilia, coprofilia, pedofilia e masoquismo.
Um psiquiatra testemunhou a insanidade de Fish, mas o testemunho de Mary Nicholas, sua filha adoptiva de 17 anos alterou esta versão. Mary Nicholas afirmou que Fish tentava introduzir nos seus filhos e filhas em práticas masoquistas e molestação de crianças. O juiz declarou-o são e culpado, e condenou-o à pena de morte.
Depois da sentença, Fish confessou o homicídio de Francis X. McDonnell, de 8 anos, morto em Staten Island. No dia 15 de Julho de 1924, Francis brincava em frente de sua casa. A mãe de Francis viu um velho a passar, abrindo e fechando os punhos. Mais tarde, o velho foi visto novamente a observar Francis e os amigos a brincar. O corpo de Francis foi encontrado num bosque, onde um vizinho tinha visto Francis e o velho passarem. Francis foi assaltado e estrangulado com os seus suspensórios.
Fish foi executado na prisão de Sing Sing em 16 de Janeiro de 1936, na cadeira eléctrica.

## Vítimas
Fish negou quaisquer envolvimentos com outros homicídios. Contudo é suspeito de 3 outras mortes. O detective William King acredita que Fish é o Vampiro de Brooklyn, um violador e assassino, que atacava preferencialmente crianças. 

### Conhecidas
- Francis X. McDonnell, 8 anos, 15 de julho de 1924[7]
- Billy Gaffney, 4 anos, 11 de fevereiro de 1927[11]
- Grace Budd, 10 anos, 3 de junho de 1928[9]

### Suspeito
- Emma Richardson, 5 anos, 3 de outubro de 1926[12]
- Yetta Abramowitz, 12 anos, 1927[13]
- Robin Jane Liu, 6 anos, 2 de maio de 1931[14]
- Mary Ellen O'Connor, 16 anos, 15 de fevereiro de 1932[11]
- Benjamin Collings, 17 anos, 15 de dezembro de 1932[11]